# Heinkel He 115
Хейнкель 115 (нем. Heinkel He 115) — немецкий трёхместный поплавковый бомбардировщик, торпедоносец и разведчик периода Второй мировой войны.
Создан в КБ фирмы «Эрнст Хейнкель флюгцойгверке» под руководством Вальтера Гюнтера и 3игфрида Гюнтера.
Представлял собой двухмоторный цельнометаллический моноплан на двух поплавках.
Первый полет опытный образец самолета совершил в августе 1937 года. В начале 1938 года He 115 одержал победу в конкурсе над Blohm & Voss Ha 140.
Первый прототип поставил ряд международных рекордов для гидросамолётов — дистанции 1000 и 2000 км были пройдены со скоростью 328 км/ч.
Серийное производство развернули с января 1939 года на заводах «Хейнкель» (в Мариэнехе) и «Везер флюгцойгбау» (в Эйнсвардене) до июля 1940 года. Всего было выпущено 138 экземпляров самолета.

## Вооружение
Изначально самолёт вооружался двумя 7,92-мм пулемётами MG-15: один находился в носовой части, другой в верхней части фюзеляжа. Позднее на него стали устанавливать неподвижную 15-мм или 20-мм пушку MG 151 для стрельбы по курсу и два 7,92-мм пулемёта MG-17 в гондолы двигателей для стрельбы в обратном направлении. Самолёт также мог нести торпеды LTF 5 или LTF 6b и бомбы SD (500 кг) или SC (250 кг).

## Боевое применение
Первоначально He 115 использовались для постановки мин в Ла-Манше и Северном море, но из-за своей низкой скорости и слабого вооружения они оказались лёгкой добычей для вражеских истребителей. Когда британцы начали посылать конвои в Мурманск, He 115 стали использовать как торпедоносец и бомбардировщик для нападения на эти конвои (конвои имели слабую ПВО и воздушную поддержку и низкая скорость и слабое вооружение самолёта не были проблемой). Самой большой операцией, в которой участвовали He 115, стало нападение на конвой PQ-17 в июле 1942 года.
В 1939 году ВВС Швеции получили 12 He 115, служили во флотилии F2, получили обозначение T2. Служили до 1944 года.
До войны Норвегия закупила 6 He 115 (заводские №№ 156-161, бортовые чётные F.50-F.60). Ещё два захвачено у немцев (F.62-F.64). Четыре из перечисленных (F.52, 54, 58, 64), пережив немецкое вторжение 1940 года, попали в ВВС Великобритании, где использовались для секретных операций в Норвегии, а позже и в Средиземном море.. На британской службе носили номера BV 186, 184, 185 и 187, соответственно.
В ВВС Финляндии имелся интернированный норвежский He 115 (код F.50 / LN-MAB, затем HE-115), использовался в LLv.14 до июля 1943 года, когда был захвачен советскими войсками. Двумя днями позже был сбит финскими MS.406. Ещё два He 115 C были получены от Люфтваффе, ВВС Финляндии эксплуатировали их с немецкими опознавательными знаками, в основном для патрулирования Ботнического залива, с 1943 по 1944 год, один был возвращён Германии, а второй сдан СССР по условиям перемирия.

## Модификации

### Прототипы
В процессе испытаний применялись 5 машин:
- He 115 V1 август 1937 года, 8 рекордов грузоподъёмности/скорости
- He 115 V2 ноябрь 1937, подобен V1
- He 115 V3 март 1938, остекление кабины, позже ставшее стандартным
- He 115 V4 май 1938, прототип серии, подкосы вместо растяжек между фюзеляжем и поплавками
- He 115 V5 1939

### Серийные
Конструкция, в основном, оставалась почти неизменной; основные отличия касались преимущественно оружия и оборудования. Аналогично, модификация 'E' (1941), схожа с серией 'C'.
- He 115 A-0 10 предсерийных самолётов с одним пулемётом
- He 115 A-1 добавлен пулемёт в носу
- He 115 A-2 схожая с A-1, предназначалась для экспорта в Норвегию (6 самолётов) и Швецию (10)[3] (пулемёты Браунинг, или 8 × 63 mm (fpl)ksp m/22, соответственно)
- He 115 A-3 изменены бомбоотсеки и радиооборудование
- He 115 B-0 the 'B'-series introduced the ability to trade fuel and bomb load, as well as the possibility to carry a 1000 кг (2200 фунтов) magnetic mine
- He 115 B-1 увеличенный объём баков
  - He 115 B-1/R1 разведчик; две камеры Rb для аэрофотосъёмки
  - He 115 B-1/R2 бомбодержатели для 1 х 500-кг бомбы SC или SD'
  - He 115 B-1/R3 бомбодержатели для 2 х 500-кг магнитных мин LMA-III или 1 х 1000-кг LMB-III
- He 115 B-2 усиленные поплавки для действий с заснеженных и обледеневших поверхностей (18 самолётов)
- He 115 C-1 дополнительное вооружение
  - He 11 5C-1/R1 (комплекты дополнительного оборудования аналогичны модификации B)
  - He 115 C-1/R2
  - He 115 C-1/R3
  - He 115 C-1/R4 постановщик дымзавес с аппаратом SV-300
- He 115 C-2 усиленные поплавки по типу B-2
- He 115 C-3 миноукладчик
- He 115 C-4 торпедоносец
- He 115 D 1 самолёт с двигателями BMW 801C (по 1 506 л. с. / 1 147 кВт каждый)
- He 115 E-1 подобен серии 'C', но с изменённым вооружением.

## Тактико-технические характеристики (He 115 B-1)

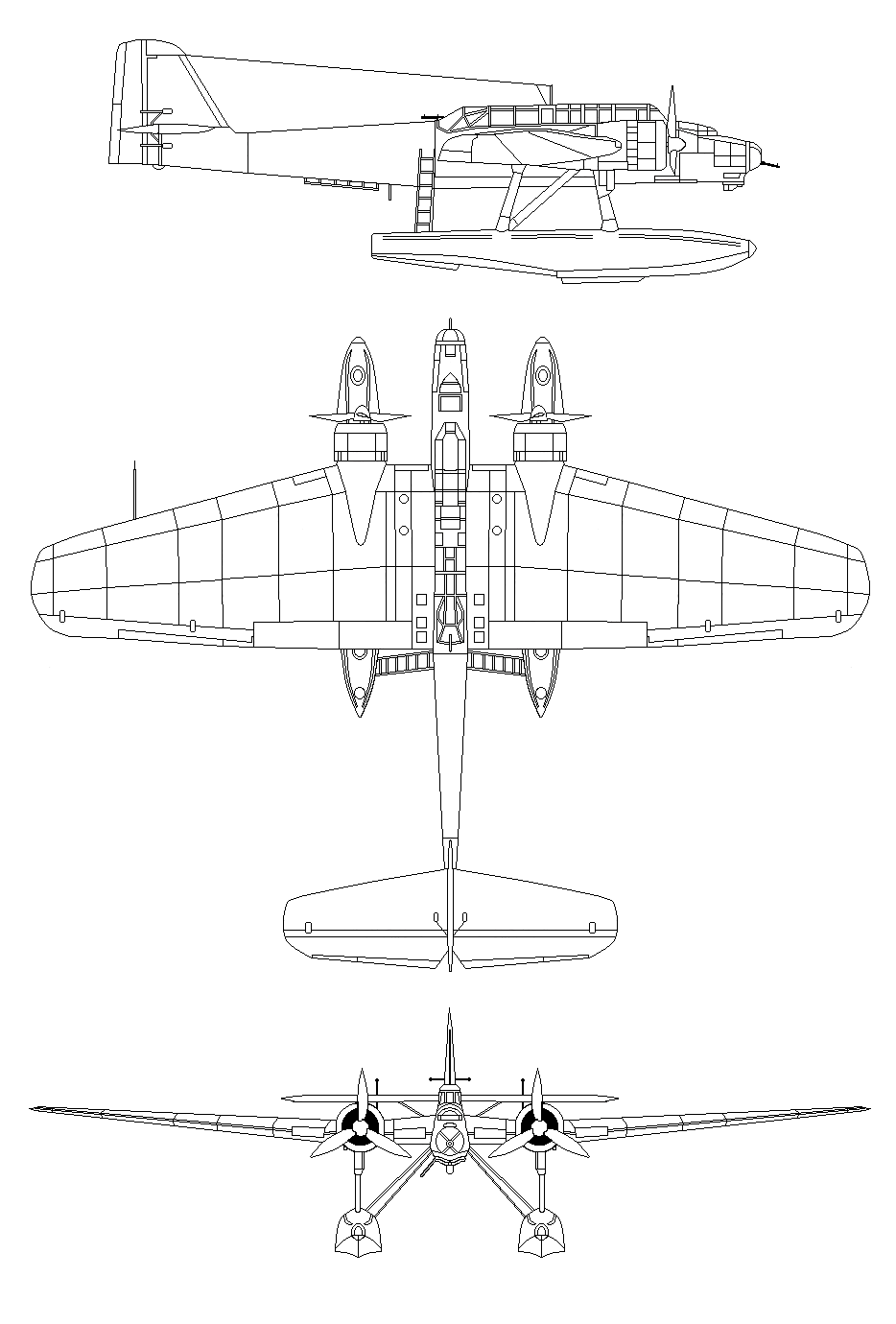
Схема He 115 B-2

Источник данных: Fighters and Bombers of World War II

Технические характеристики
- Экипаж: 3
- Длина: 17,30 м
- Размах крыла: 22,28 м
- Высота: 6,6 м
- Площадь крыла: 87,5 м²
- Профиль крыла: root: NACA 2221[5]
- Масса пустого: 5 290 кг
- Максимальная взлётная масса: 10 400 кг
- Силовая установка: 2 × жидкостного охлаждения, звездообразный, 9-цилиндровый BMW 132K
- Мощность двигателей: 2 × 950 л. с. (2 × 710 кВт)
- Воздушный винт: трёхлопастный, изменяемого шага

Лётные характеристики
- Максимальная скорость: 327 км/ч
- Практическая дальность: 2 100 км
- Практический потолок: 5 200 м
- Нагрузка на крыло: 103,8 кг/м²
- Тяговооружённость: 0,139 кВт/кг

Вооружение
- Стрелково-пушечное: 1 x 7,92-мм пулемёт MG 17 и 1 x 7,92-мм MG 15
- Бомбы: 5 х 250-кг; или  2 x 250-кг бомбы и 1 х 800-кг торпеда, или 1 х 920-кг морская мина[4]

## Эксплуатанты

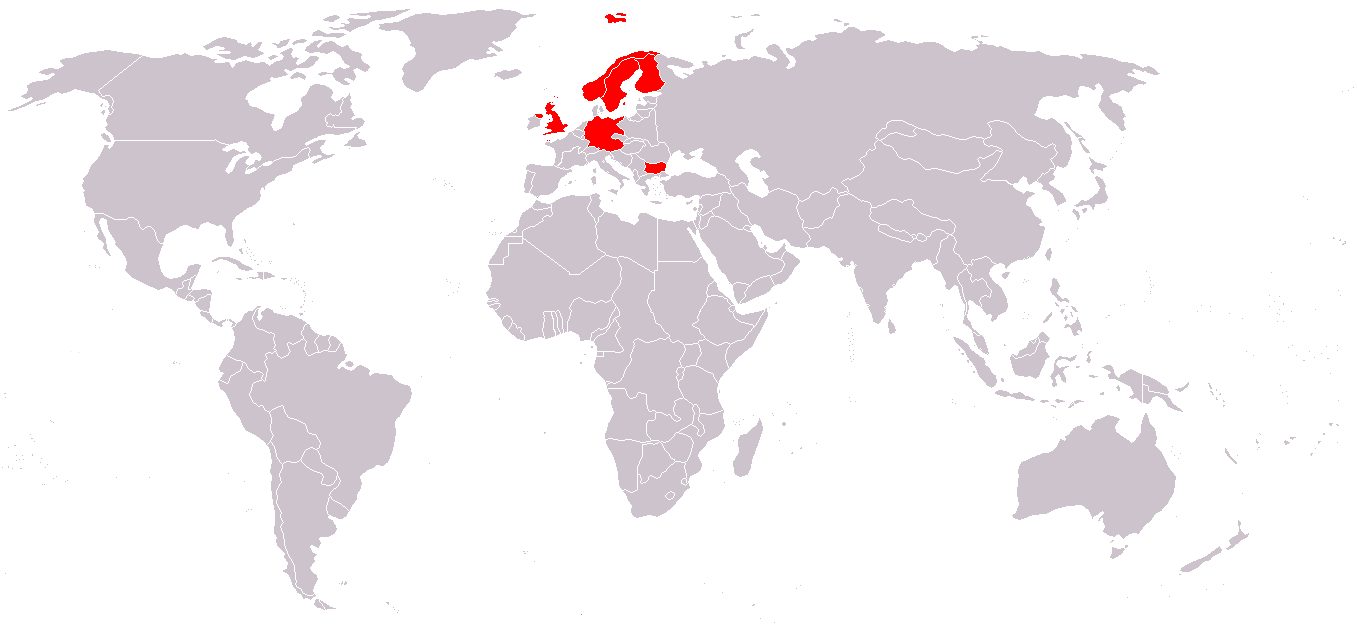
Операторы He 115.

Нацистская Германия
- Люфтваффе: группы береговой авиации Ku.Fl.Gr.106, 406, 506, 606, 706, 906.

 Норвегия
- Воздушные Силы флота Норвегии: 6 самолётов, захвачено 2 немецких. Из них один потоплен, ещё один брошен и один интернирован в Финляндии, остальные перелетели в Великобританию.

 Финляндия
- ВВС Финляндии: один бывший норвежский F.50 и ещё два, полученные от Люфтваффе.

 Швеция
- ВВС Швеции (T2): 12 самолётов (1939-44)

 Великобритания
- Королевские ВВС Великобритании: три норвежских и один трофейный немецкий самолёт.